# Sjoerd Potters
Sjoerd Cornelis Clemens Maria Potters (Tilburg, 14 februari 1974) is een Nederlands jurist, politicus en bestuurder. Hij is lid van de VVD. Sinds 6 november 2024 is hij burgemeester van Helmond.

## Maatschappelijke loopbaan
Potters ging van 1987 tot 1993 naar het vwo op het Mencia de Mendozalyceum te Breda. Van 1993 tot 1998 studeerde hij Nederlands recht aan de Katholieke Universiteit Brabant te Tilburg, waar hij is afgestudeerd in het Bestuursrecht. Van 1998 tot 2001 was hij regiomanager en projectconsulent bij detacheringsbureau Maandag, die interim mensen detacheert in de publieke sector.
Van 2001 tot 2005 was Potters teammanager ruimtelijke ordening bij de gemeente Helmond. Van 2005 tot 2008 was hij afdelingshoofd van het Bureau VPA (Milieu) en bestuursassistent van gedeputeerde Onno Hoes bij de provincie Noord-Brabant. Van 2008 tot 2010 was hij gemeentesecretaris en algemeen directeur van de gemeente Haaren. Van 2008 tot 2009 volgde hij de leergang Gemeentesecretaris aan de Bestuursacademie te Tilburg.
Naast zijn ambtelijke loopbaan volgde Potters van 2004 tot 2005 een opleiding tot NMI-Mediator bij Merlijn te Nuland. Van 2006 tot 2010 had hij als mediator zijn eigen adviesbureau Consensus te Waalwijk. Verder was hij lid en voorzitter van de bezwaarschriftencommissie van de gemeente Oss.

## Politieke loopbaan
Van 2003 tot 2007 was Potters secretaris van de VVD in de gemeente Waalwijk. Van 1 mei 2010 tot 6 december 2012 was hij wethouder van Waalwijk en had hij onder meer maatschappelijke ondersteuning, ouderenbeleid, arbeidsmarktbeleid, jeugd- & jongerenwerk, sport, personeel & organisatie en intergemeentelijke samenwerking in zijn portefeuille.
Van 8 november 2012 tot 23 maart 2017 was Potters Tweede Kamerlid. Namens de VVD was hij onder meer woordvoerder op het gebied van de Wet langdurige zorg, persoonsgebonden budget en de Participatiewet. Ook was hij enige tijd woordvoerder van integratiebeleid. Hij stond als nummer 31 op de kandidatenlijst voor de Tweede Kamerverkiezingen 2017 en werd verkozen met 836 voorkeurstemmen, maar nam zijn benoeming niet aan.

## Burgemeester
Potters was vanaf 4 april 2017 burgemeester van De Bilt. Hij had onder andere bestuurlijke coördinatie, internationale betrekkingen, openbare orde & veiligheid, brandweer, toezicht & handhaving, communicatie/voorlichting, bedrijfsvoering (exclusief dienstverlening) en lokale media in zijn portefeuille. Op 2 oktober 2024 nam hij afscheid van De Bilt. Van 23 september 2022 tot 4 oktober 2024 was hij voorzitter van M50, een samenwerkingsverband van middelgrote Nederlandse gemeentes, gemeentes met 30.000 tot 80.000 inwoners.
Op 3 juli 2024 werd Potters door de gemeenteraad van Helmond voorgedragen als nieuwe burgemeester. Op 27 september van dat jaar werd hij door de ministerraad voorgedragen voor benoeming bij koninklijk besluit. De benoeming ging in op 6 november van dat jaar. Hij kreeg er openbare orde & veiligheid, integriteit, bestuurs- & juridische zaken, kabinet & protocol, handhaving (coördinatie) en public affairs in zijn portefeuille.

## Persoonlijk
Potters heeft een man en een pleegzoon. Hij is katholiek.
- Parlement.com: vj46kapldix5